# 赵永起
赵永起（1960年—），天津市人，汉族，中华人民共和国政治人物、第十一届全国人民代表大会内蒙古地区代表。
毕业于中国社会科学院工业企业经济管理专业。加入中共，担任中国船舶燃料有限责任公司总经理。2008年起担任全国人大代表。